# Salò
Salò (Salò in dialetto gardesano, Salodium in latino) è un comune italiano di 10 313 abitanti che si affaccia sulla sponda lombarda del lago di Garda, in provincia di Brescia.
Di fondazione romana, durante gli ultimi anni della seconda guerra mondiale, Salò fu sede di alcuni ministeri della Repubblica Sociale Italiana.

## Geografia fisica

### Territorio
Il comune di Salò, che si affaccia sull'omonimo golfo del lago di Garda, è racchiuso a ovest e a sud dai Colli Morenici e a nord dal Monte San Bartolomeo. La frazione di Barbarano è l'unica posta al di fuori del golfo, ma questa si estende sulla costa, ai piedi del monte, verso nord, confinando con Gardone Riviera.
La sezione lacustre confina a est con Torri del Benaco, sulla sponda veronese del lago e dunque in Veneto.
La città è posta sull'area sismotettonica "benacense" e pertanto è a rischio sismico. Dei terremoti storici vengono normalmente ricordati quello del 1901 e l'ultimo del 24 novembre 2004, entrambi classificabili con l'VIII grado della scala Mercalli.
- Classificazione sismica: zona 2 (sismicità medio-alta).[8]

### Clima
Il clima è di tipo mediterraneo, grazie alla mitigazione del Lago e dalla presenza del Boaren, vento che discende dalla Valle Sabbia.
| Salò                               | Mesi | Mesi | Mesi | Mesi | Mesi | Mesi | Mesi | Mesi | Mesi | Mesi | Mesi | Mesi | Stagioni | Stagioni | Stagioni | Stagioni | Anno  |
| Salò                               | Gen  | Feb  | Mar  | Apr  | Mag  | Giu  | Lug  | Ago  | Set  | Ott  | Nov  | Dic  | Inv      | Pri      | Est      | Aut      | Anno  |
| ---------------------------------- | ---- | ---- | ---- | ---- | ---- | ---- | ---- | ---- | ---- | ---- | ---- | ---- | -------- | -------- | -------- | -------- | ----- |
| T. max. media (°C)                 | 6,3  | 8,2  | 12,4 | 16,8 | 21,5 | 26,0 | 28,5 | 27,4 | 23,5 | 17,5 | 11,1 | 7,2  | 7,2      | 16,9     | 27,3     | 17,4     | 17,2  |
| T. min. media (°C)                 | 1,0  | 2,2  | 5,3  | 8,6  | 12,4 | 16,2 | 18,6 | 18,3 | 15,6 | 10,8 | 5,8  | 1,8  | 1,7      | 8,8      | 17,7     | 10,7     | 9,7   |
| Precipitazioni (mm)                | 77   | 67   | 86   | 86   | 106  | 95   | 90   | 115  | 89   | 120  | 106  | 68   | 212      | 278      | 300      | 315      | 1 105 |
| Giorni di pioggia                  | 7    | 6    | 8    | 9    | 11   | 10   | 7    | 8    | 6    | 8    | 9    | 6    | 19       | 28       | 25       | 23       | 95    |
| Eliofania assoluta (ore al giorno) | 3,1  | 3,9  | 4,5  | 5,5  | 6,9  | 8,0  | 9,1  | 8,2  | 6,3  | 4,7  | 3,3  | 3,1  | 3,4      | 5,6      | 8,4      | 4,8      | 5,6   |

- Classificazione climatica: zona E, 2265 GG.

## Origini del nome
Il nome Salò non ha una derivazione chiara. Alcune fonti lo fanno risalire al nome di una regina etrusca, Salodia; altre lo collegano a un lucumone di nome Saloo; altre ancora al termine latino "salodium", che indicava le sale e le stanze di cui erano ricche le ville a lago di epoca romana.
Una spiegazione valida sembra essere quella che fa risalire il nome di Salò al fatto che la città era, anche nell'antichità, la capitale economica della zona, dove veniva depositata una risorsa importantissima come il sale marino. Già infatti nei tempi antichi era collegata al mare Adriatico attraverso i fiumi Mincio e Po. Il sale marino coltivato nelle saline dell'Adriatico e trasportato su barconi poteva quindi agevolmente raggiungere Salò.
Un'ultima ipotesi farebbe derivare il toponimo da “salus”, termine latino che significa “salute”, in quanto la zona sarebbe stata usata dalle legioni romane come luogo di cura per quei soldati feriti o ammalati nel corso della conquista alpina e ritrovamenti archeologici presso la necropoli romana del Lugone avvalorerebbero questa tesi. Un toponimo simile lo si riscontra in valle di Ledro nella costa di Salò, un pendio boscoso che si stacca da Cima Oro fino alle sponde del lago.

Panorama dal lago.

## Storia

### Epoca romana
La fondazione romana si sovrappose ad alcuni insediamenti preesistenti, verosimilmente di epoca neolitica. Nella zona nord-occidentale di Salò (zona Lugone, ora via Sant'Iago), fu rinvenuta negli anni venti del XX secolo una necropoli romana e, negli anni settanta dello stesso secolo, fu condotta un'accurata campagna di scavi che portò alla scoperta di 171 tombe e al rinvenimento di vario materiale, tra cui un'anfora ora esposta al museo archeologico di Milano. Sembra che di questa piccola anfora, che riporta impresse scene di caccia, esista un'altra copia in Spagna.

### Magnifica Patria
Il 4 novembre 1334 trentaquattro comunità della riviera gardesana e di parte della Val Sabbia si riunirono nella Riperia Lacus Gardae Brixiensis, una sorta di federazione con capoluogo Maderno e a capo un podestà. Per rimanere autonoma sia da Brescia sia da Verona, la federazione si diede alla Repubblica di Venezia, che mandò alla Riperia un Provveditore. La zona all'epoca era però obiettivamente lontana dal territorio metropolitano della Serenissima e, nel 1350, Salò e la Riviera caddero nelle mani dei Visconti.
Nel 1362 Salò resistette all'assedio da parte delle truppe scaligere e il valore dei cittadini, unito alla grande accoglienza per Beatrice Visconti, fece sì che la cittadina diventasse capoluogo al posto di Maderno. Con la salita al potere di Gian Galeazzo Visconti, Maderno tornò brevemente ad essere la capitale, per poi perdere definitivamente il titolo durante la stesura degli statuti. Alla morte del duca Gian Galeazzo, i rappresentanti di Salò e della Riviera occuparono il quinto posto nella processione funebre, ben più avanti di città quali Brescia o Verona.
Nel 1428 Salò e la Riviera tornarono ad essere dominio della Serenissima per motu proprio delle comunità, che abbandonarono i Visconti poco prima dell'assedio di Brescia. Nei successivi anni la Riviera si schierò invece più volte a favore dei Visconti, mentre Brescia rimase fedele a Venezia; quest'ultima pose di conseguenza la Riviera nella giurisdizione di Brescia. Solo nel 1443 la Riviera riuscì a sganciarsi, almeno parzialmente, da Brescia e poté nuovamente accogliere sul Garda il Capitano della Riviera e Provveditore di Salò mandato dal Senato veneziano. Durante questi anni Venezia elargì alla Patria il titolo di Magnifica e di Figlia primogenita della Serenissima, insieme ad innumerevoli autonomie, tale da renderla quasi uno Stato a sé stante.
Con la guerra della Lega di Cambrai, la Magnifica Patria fu conquistata da francesi e spagnoli, mal voluti dalla popolazione; tornò poi ad innalzare le bandiere di San Marco. Dalla Riviera partì il 23 aprile 1570 una nave di armigeri per combattere contro la flotta turca, facendosi onore durante la battaglia di Lepanto. I cannoni della nave furono fusi alla fine della battaglia e, con il bronzo ricavato, vennero realizzati sei candelabri presenti nel Duomo. Nel 1580 il futuro santo Carlo Borromeo arrivò in visita pastorale a Salò, dirimendo questioni e fondando un Monte di Pietà spirituale per pagare  insegnanti che educassero i giovinetti e i fanciulli poveri di Salò.
Con l'arrivo di Napoleone a Salò, il 17 agosto 1796, iniziò la fine della Magnifica Patria. Il 25 marzo 1797 dei messaggeri da Brescia, insorta contro Venezia, portarono l'annuncio della rivoluzione e l'ex-nobile Francesco Gambara (1771-1848) arrestò il governatore veneziano della città. Inizialmente, i salodiani accolsero tiepidamente la notizia, ma, allontanatisi i soldati bresciani, i cittadini decisero invece di rimanere fedeli alla Serenissima e insorsero contro il nuovo governo democratico, dando inizio a una contro-rivoluzione.
Le truppe bresciane e bergamasche che attaccarono il golfo furono respinte e arrestate. Dopo aver resistito agli attacchi esterni, infine, la città di Salò fu costretta ad arrendersi ai francesi, che il 14 aprile 1797 la saccheggiarono, le tolsero il titolo di capitale e l'indipendenza da Brescia. Con il trattato di Campoformio, la Magnifica Patria passò sotto il controllo asburgico insieme al resto dell'ex-stato veneziano.

### Dagli Asburgo al Regno d'Italia
Terminate le guerre di restaurazione tra il Regno d'Italia napoleonico e l'Impero asburgico, culminati sul territorio con la battaglia di Salò del 16 febbraio 1814, gli austriaci entrarono a Salò, dove vennero accolti in pompa magna. Salò si rivelò subito filo-austriaca, con alzabandiera e messe in Duomo, nel tentativo di recuperare almeno parte dei privilegi perduti con la fine della Serenissima. Tali tentativi rimarranno vani, visto che il 5 aprile 1815 la cittadina entrò a far parte della "Imperial Regia Delegazione di Brescia" e divenne capoluogo del XIV Distretto, comprendente venticinque comuni.
Fu istituito il Commissario distrettuale, soppresso il Tribunale giudiziario e istituita una Pretura di II classe. L'equiparazione con Gargnano, Preseglie, Vestone e Lonato furono vissuti come un affronto alla centralità e alla superiorità politica di Salò sulla Riviera. Il comune di Caccavero (oggi frazione di Salò con il nome di Campoverde) fu nuovamente istituito dopo la sua soppressione e aggregazione alla città durante la dominazione napoleonica, fatto che aggravò ancor di più tale situazione. Vano fu il tentativo di fondare un'ipotetica provincia di Salò, osteggiato da Brescia.
Durante l'occupazione austriaca a Salò nacque la Società del Casino, che si occupò di propaganda anti-imperiale.
In questo periodo la vita sociale e culturale non si fermò, anzi acquistò sempre più forza. Nell'agosto del 1814 fu istituita la Società Filarmonica, riconosciuta come banda musicale dal Governo Lombardo-Veneto nel 1823, e attiva ancora oggi. Nel 1824 nacque una Scuola Pubblica di strumenti ad arco e nel 1838 si istituì una "sala di istruzione per le esercitazioni del contrabbasso e del violoncello". Nello stesso anno nacque anche l'Associazione di San Francesco di Sales. L'Ateneo e le scuole continuarono la loro attività diventando noti anche fuori provincia. Nel 1826 aprì il nuovo Ospedale Civile, mentre nel 1851 giunse un primo nucleo di suore della congregazione delle Ancelle della Carità, guidate dalla stessa fondatrice Maria Crocifissa Di Rosa. Nel 1858 nacque la Società di Mutuo Soccorso, la prima della provincia, che vinse nel 1867 la medaglia d'argento all'Esposizione universale di Parigi del 1867.
Durante i moti risorgimentali del 1848, Salò fu ripetutamente colpita da combattimenti.
Il 17 giugno 1859 Nino Bixio entrò trionfante a Salò e il giorno successivo lo raggiunse anche Giuseppe Garibaldi. Durante la battaglia di San Martino, Salò fu invasa dai feriti e divenne un grande ospedale da campo. L'11 luglio 1859, con l'armistizio di Villafranca, Salò entrò con il resto della Lombardia a far parte del Regno di Sardegna e ne seguì l'evoluzione nel Regno d'Italia.
Nell'Italia unita, Salò divenne capoluogo dell'omonimo circondario e il 15 dicembre 1860 acquisì il titolo di città. Fu pertanto sede di sottoprefettura e del tribunale collegiale giudiziario da cui dipendevano le cinque preture del circondario. Il censimento del 1861 registrò a Salò la cifra di 5 316 abitanti.
Il 30 ottobre 1901 la città fu colpita da un forte terremoto che rese inagibili molti edifici pubblici e parte di quelli privati. Iniziò quindi il periodo dei grandi cantieri che cambiarono il volto dalla città, tra i quali troviamo: la creazione del Lungolago, la riedificazione di parte del palazzo comunale, la Scala Santa, la via Tavine e via dei Colli, la creazione di piazza Sant'Antonio (sventrando il quartiere omonimo), l'abbattimento delle vecchie carceri e la costruzione del nuovo, la piazza antistante l'ospedale, le nuove chiese di Villa, San Bernardino e Serniga e la costruzione delle scuole in via Gasparo. I lavori furono rallentati a seguito dello scoppio della prima guerra mondiale.

### La Repubblica Sociale Italiana
Nell'ottobre 1943 fu fondata tra Salò e Gargnano la Repubblica Sociale Italiana, conosciuta come Repubblica di Salò. La presenza, nella cittadina lombarda, del Ministero degli esteri, delle cabine per i giornalisti e del servizio traduzioni comunicati esteri, che emettevano tutti i comunicati ufficiali della Repubblica, fece sì che quest'ultima sia conosciuta con il nome della città, anche se la capitale rimaneva ufficialmente Roma.
La scelta di portare i principali ministeri sulla riva benacense fu in primis dovuta alla vicinanza con la Germania nazista (che all'epoca comprendeva, direttamente nel Tirolo, tutto l'attuale Trentino-Alto Adige ed arrivava fino al comune di Limone sul Garda), favorendo il controllo nazista dello Stato fantoccio di Benito Mussolini, e rendendo difficile invece a quest'ultimo, vista la decentralizzazione rispetto al teatro di tutte le vicende economiche e militari, l'effettivo esercizio del potere. In secondo luogo, la zona era scarsamente interessata dall'attività partigiana (tale fenomeno rimase limitato anche in seguito, per la presenza della RSI) ed era al di fuori dalle aree industriali del Nord Italia, pesantemente bombardate dall'aviazione alleata.
Il ministero degli esteri occupò villa Simonini (oggi hotel Laurin), come sede ufficiale, e l'albergo Barbarano per i dipendenti e la mensa. Tale ministero era presieduto ufficialmente dallo stesso Mussolini, il cui quartier generale era situato a Palazzo Feltrinelli Gargnano (ora Centro d'Ateneo per la promozione della lingua e cultura italiana (CALCIF) dell'Università degli Studi di Milano), e raramente ne usciva.
Il secondo ministero effettivamente dislocato a Salò era il Ministero della cultura popolare (MinCulPop), la cui divisione Spettacolo occupò villa Amadei e il palazzo della Croce Rossa Italiana. Per quanto riguarda i media, a villa ex Angelini erano presenti le cabine telefoniche riservate ai giornalisti, mentre l'Agenzia Stefani, agenzia di stampa della propaganda fascista, si trovava nell'edificio della scuola elementare; presidente era il senatore Luigi Barbini e segretario Ernesto Daquanno. Detta agenzia era in collegamento con il palazzo del Capitano-Rettore Veneto (all'interno dell'attuale municipio), sede dell'ufficio interpreti per la traduzione dei comunicati esteri.
A Salò erano presenti anche le forze di polizie e militari: nel liceo scientifico si trovavano un reparto della "Muti" e uno della Xª Flottiglia MAS al comando di Junio Valerio Borghese, nella casa del Fascio (oggi bar Italia) stazionavano le guardie di Mussolini, agli ordini del console della milizia Albonetti. In piazza Vittorio Emanuele, allora piazza Ettore Muti (eroe della prima guerra mondiale e seguace di D'Annunzio nell'impresa di Fiume), l'ex palazzo Castagna, ora sede della banca Valsabbina, ospitava il comando del Corpo di Polizia Repubblicana, il cui capo era Tullio Tamburini.
Nell'ex collegio civico, in via Brunati, c'era il comando della Guardia Nazionale Repubblicana che aveva sostituito la soppressa arma dei carabinieri; il comando era affidato a Renato Ricci. Altri ufficiali si trovavano presso l'ex caserma dei carabinieri, mentre l'oratorio maschile era a disposizione di un raggruppamento delle Brigate Nere. Infine il teatro comunale veniva utilizzato, oltre che per spettacoli di valore artistico, anche per convegni e assemblee politiche.
Poche furono le visite di Mussolini a Salò; una sola ufficiale, per rendere omaggio alla salma di Serafino Mazzolini, sottosegretario agli Esteri, deceduto nella villa Portesina di Salò il 23 febbraio 1945.
Durante la ritirata, il 29 aprile 1945, i tedeschi fecero esplodere delle bombe che colpirono l'intera famiglia di un funzionario del Ministero degli Esteri, Arduino Arduini. Per quanto riguarda la Resistenza, essa non fece grandi azioni sul territorio comunale, ma l'unico atto degno di nota è la fuga di un capo-partigiano dall'ospedale civile, con una sparatoria in cui morirono due fascisti, organizzata dal gruppo partigiani della zona.

### Dal dopoguerra al nuovo millennio
Negli anni sessanta Salò riscoprì la sua vocazione turistica, aiutata da grandi manifestazioni sportive, quali:
- Dal 1961 al 1966 sulle strade cittadine si disputò il Circuito del Garda, corsa automobilistica, riservata alle Formula 1, Formula 2, Formula Junior e GT Abarth. Corsa già svoltasi dal 1921 al 1927 e dal 1948 al 1950.
- Nel 1962 la città ospitò i Campionati del mondo di ciclismo su strada.
- Nel 1971 fu sede di arrivo di tappa del 54º Giro d'Italia. Cronometro, con arrivo in località Serniga, vinta da Davide Boifava.
- Nel 2001 fu nuovamente sede di arrivo di tappa del 84º Giro d'Italia. Cronometro vinta da Dario Frigo.
- Nel 2007 il golfo di Salò ha ospitato il Campionato Europeo Asso99.

Il 24 novembre 2004 l'intero territorio comunale è stato colpito da un forte terremoto del VII-VIII grado della scala Mercalli. I danni agli edifici pubblici e privati sono stati rilevanti. Circa mille persone sono state sfollate e la metà degli edifici pubblici sono risultati inagibili (tra cui il palazzo municipale e la sede del liceo "Enrico Fermi"). A differenza del 1901, non ci sono state grandi variazioni urbanistiche, l'unica degna di note è lo spostamento del liceo nella nuova sede già in costruzione, lasciando i locali a disposizione degli uffici comunali (Ufficio Anagrafe e Polizia Locale) e di altri enti o associazioni (Guardia costiera e ANA). Inoltre, ha anche accelerato la dismissione di parte dei reparti ospedalieri in funzione nel vecchio ospedale di Salò.

### Simboli
Lo stemma di Salò è contraddistinto dai colori blu e argento; la blasonatura ufficiale è la seguente:
branca anteriore destra un ramo d'ulivo di verde. Ornamenti esteriori da Città.»

## Monumenti e luoghi d'interesse

### Architetture religiose
- Il duomo di Salò, dedicato a santa Maria Annunziata, rappresenta l'opera di maggior pregio architettonico, progettata da Filippo delle Vacche in tardo stile gotico, mai conclusa completamente.
Al suo interno custodisce tele del Romanino, del Moretto, di Zenone Veronese e di Paolo Veneziano. Antonio Vassilacchi detto l'Aliense, vi eseguì diversi affreschi mentre l'altare maggiore è caratterizzato da un'imponente ancona dorata dove sono inserite dieci statue lignee realizzate da Pietro Bussolo. La facciata, che risulta tuttora incompleta, venne successivamente abbellita dal portale marmoreo realizzato dal Tamagnino e da Gasparo Cairano nel 1509.
- Il cimitero monumentale, costruito sulla riva opposta del golfo, sul progetto di Rodolfo Vantini.
- Chiesa di San Bernardino da Siena
- Chiesa della Visitazione in Piazza Vittorio Emanuele II
- Chiesa di San Bartolomeo a San Bartolomeo
- Chiesa di San Bernardo a Serniga
- Chiesa di San Giovanni Decollato

Il duomo di Salò
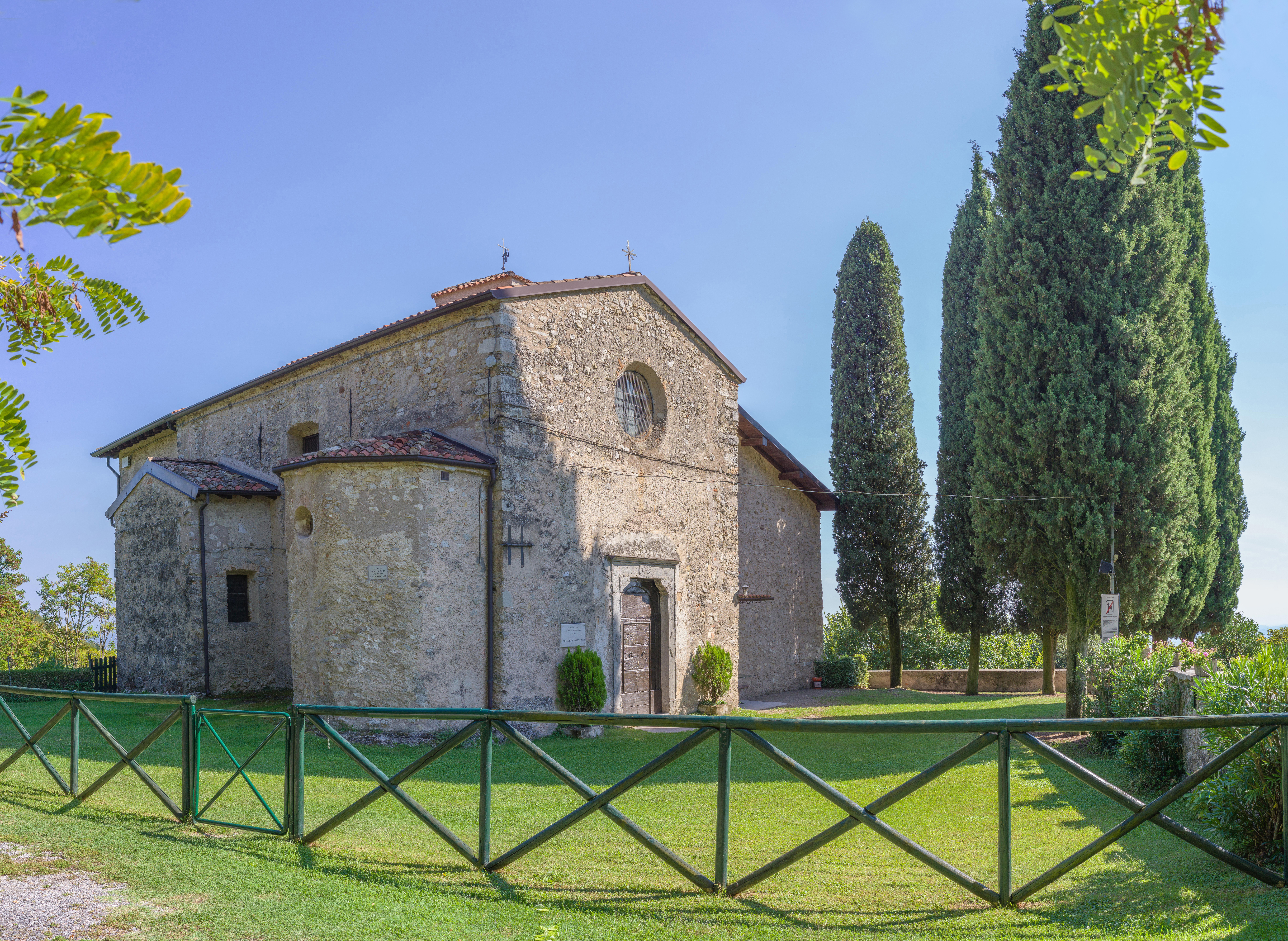
La chiesa di San Bartolomeo sul monte omonimo
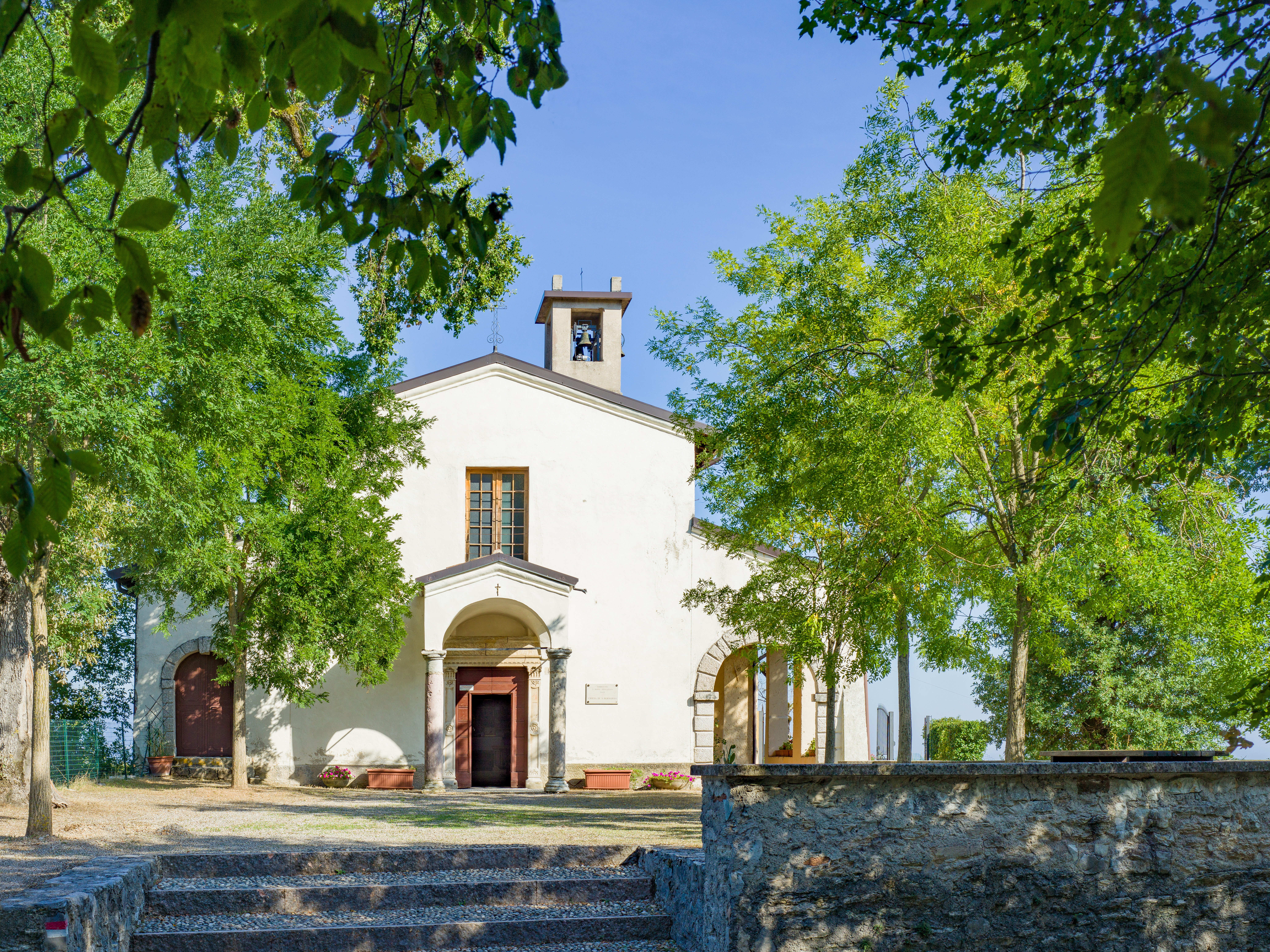
La chiesa di San Bernardo a Serniga
La chiesa della Visitazione

### Architetture civili
- Il palazzo del podestà era la sede del consiglio della Magnifica Patria, ora sede del comune. Parte dell'edificio è una ricostruzione successiva al 1901, anno in cui un tremendo sisma mise in ginocchio la città.
- Il palazzo Fantoni del XV secolo ospitava l'Ateneo di Salò, ente derivato dell'antica Accademia degli Unanimi.
- Il teatro civico, ora in ristrutturazione a seguito di una lunga fase di abbandono.
- Il palazzo Terzi-Martinengo a Barbarano fu costruito su incarico del marchese Sforza Pallavicino, capitano della Repubblica di Venezia. Possiede un grande parco con stupende fontane. Il palazzo è proprietà privata, quindi non visitabile.
- Il lazzaretto di San Rocco, realizzato a seguito di una parte del Consiglio Generale datata 7 giugno 1484.

### Aree naturali
Il Comune di Salò è il più densamente popolato e il più abitato del parco Alto Garda Bresciano. Il monte San Bartolomeo, che sovrasta la città, è attraversato da sentieri naturalistici e paesaggistici fino alla sua vetta.

## Società

### Evoluzione demografica
Abitanti censiti

### Etnie e minoranze straniere
Secondo i dati ISTAT al 31 dicembre 2021 la popolazione straniera residente era di 899 persone, pari al 8,60% della popolazione residente. Le nazionalità più numerose sono:
- Romania 197 (1,88%)
- Albania 115 (1,10%)
- Ucraina 82 (0,78%)
- Sri Lanka 67 (0,64%)
- India 43 (0,41%)
- Marocco 39 (0,37%)
- Cina 35 (0,33%)
- Pakistan 31 (0,30%)
- Germania 22 (0,21%)
- Moldavia 20 (0,19%)
- Bangladesh 19 (0,18%)
- Polonia 18 (0,17%)

### Istituzione, enti e associazioni
A Salò sono presenti la sede distaccata del Tribunale di Brescia, l'Agenzia delle entrate e dell'ufficio Misto del Registro e Conservatoria, il Comando della Compagnia dei Carabinieri con competenza su 40 comuni, il Comando di Compagnia della Guardia di Finanza e il Comparto di Polizia Stradale.
Sono inoltre presenti gli uffici pubblici di rilevanza sovra-comunale: il Corpo forestale dello Stato, il Comando provinciale dei Vigili del Fuoco (sezione distaccata), la "Sezione Circoscrizionale per l'impiego" con giurisdizione e il Consorzio BIM, entrambi con competenza territoriale sui 12 comuni. Infine ha sede nel territorio comunale il "Consorzio per la gestione del demanio della sponda bresciana del Lago di Garda e del Lago d'Idro", con competenza territoriale su tutti i 17 comuni rivieraschi bresciani dei due laghi.
Nasce e ha la sede principale l'Associazione Volontari del Garda, eretta ad Ente Morale con decreto del Presidente della Repubblica del 03/11/1987, in seguito ONLUS. Dal 14 aprile 2003 effettuano il Soccorso Tecnico Urgente coordinati dai VV.F., tale convenzione fu la prima ad essere stipulata in Italia.

## Cultura

### Biblioteche
Oltre alla biblioteca comunale, sul territorio comunale ha sede anche la biblioteca dell'Ateneo di Salò contenente 26.000 volumi, manoscritti del Duecento incunaboli, codici e documenti della Magnifica Patria stampati nei primi anni del ‘500.

### Ricerca
L'Ateneo di Salò, discendente diretto dell'Accademia degli Unanimi del 1564, svolge le sue attività in due settori: uno interno, di tipo museale, che cura la biblioteca, raccoglie e mette a disposizione per la consultazione di pubblicazioni di carattere storico di interesse locale ed uno esterno per promuovere incontri artistici, letterari e scientifici relativi alla zona benacense.
Il Centro Studi e Documentazione sul periodo storico della RSI, presieduto dal prof. Roberto Chiarini, è stato costituito nell'anno 2004 da Regione Lombardia, Provincia di Brescia e Comune di Salò.
L'Associazione Astrofili di Salò è nata nel 1980 e gestisce l'osservatorio astronomico di Cima Rest. Harvard ha riconosciuto l'asteroide G Q 51, orbitante tra Marte e Giove, e la paternità della scoperta alla suddetta associazione.
L'Osservatorio Meteorologico e Stazione Sismica Pio Bettoni è uno degli osservatori storici europei, visto che ha svolto la sua attività ininterrottamente dal 1877. Conserva al suo interno strumenti antichi, che presto verranno esposti in un museo.

### Scuole
La città di Salò è un polo culturale e scolastico per parte della sponda bresciana del Garda e per la Valle Sabbia. Sul territorio sono presenti due scuole elementari (una statale e una paritaria), due scuole medie (una statale, e una paritaria), l'Istituto Tecnico Commerciale per Geometri "C. Battisti" e due licei, il liceo statale "E. Fermi" (Classico, Scientifico, Linguistico, delle Scienze Umane e delle Scienze Applicate) e il paritario "E. Medi" (Scientifico, Linguistico e delle Scienze Umane). La popolazione scolastica è composta da 301 iscritti alla scuola dell'infanzia, 534 iscritti alla scuola primaria e 427 iscritti alla scuola secondaria di primo grado. In queste scuole la presenza di ragazzi del comune di Salò è sensibilmente maggiore. Gli iscritti alle scuole secondarie di secondo grado sono 2.266, di cui quasi 2000 provenienti da altri comuni.

### Musei

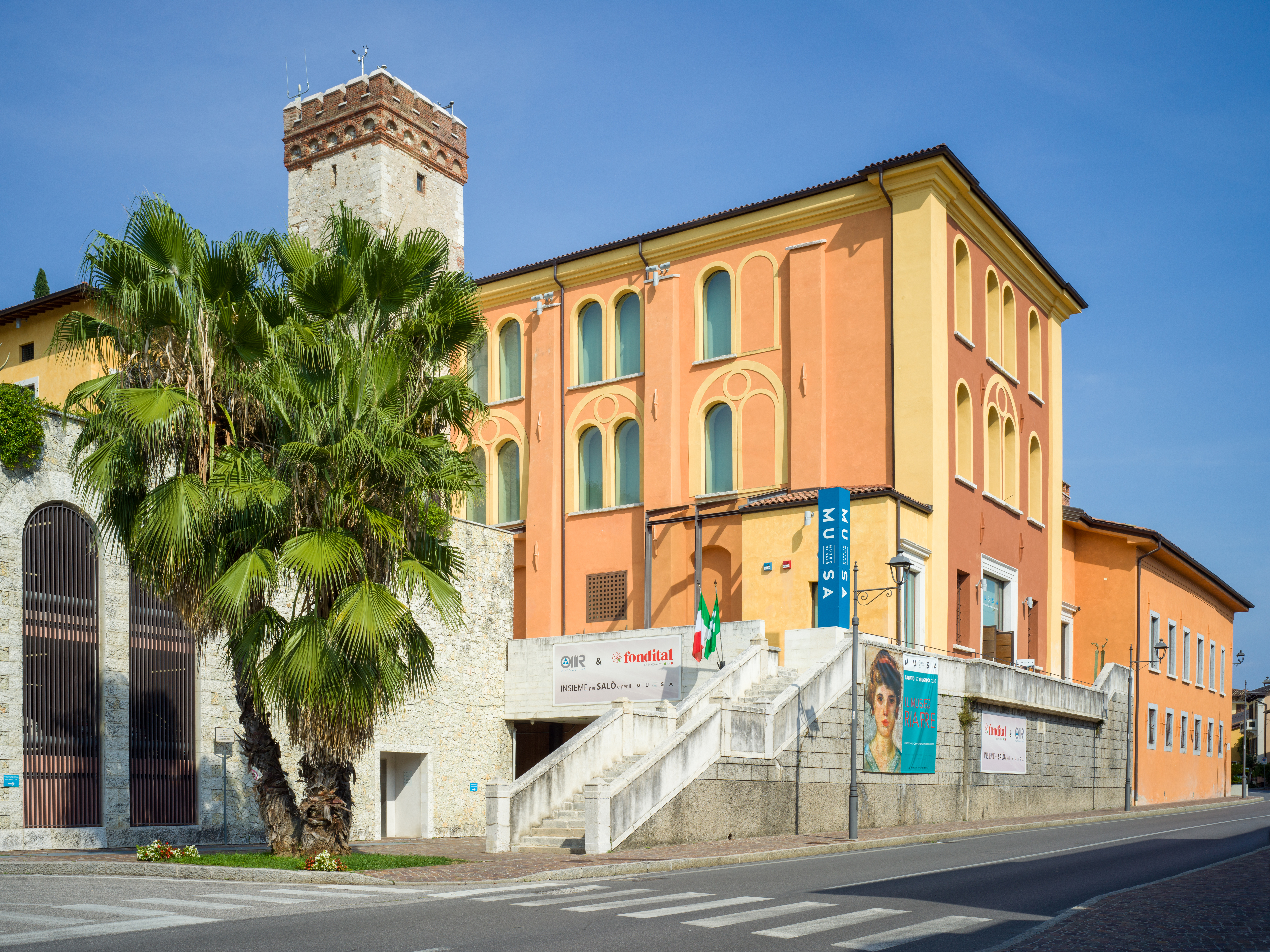
Il MUSA.

Oltre al museo della città, MUSA, a Salò sono presenti il museo del Nastro Azzurro, fondazione che raccoglie cimeli, fotografie e documenti dei decorati al valore militare dal 1793 fino ai giorni nostri senza alcuna distinzione ideologica, e il museo archeologico A. M. Mucchi, entrambi ospitati nel palazzo Coen.

### Stampa
A Salò ha sede la redazione della rivista tecnica Editrice Trasporti su Rotaie.

### Cinema
In località Campoverde ha sede l'ex-studio Onda, dove furono girati numerosi Caroselli e vari documentari. È ora sede di museo.

Famoso è il film di Pier Paolo Pasolini Salò o le 120 giornate di Sodoma ambientato durante il periodo della RSI, ma non a Salò.

### Eventi
Ogni anno la città di Salò ospita il Festival Violinistico Internazionale Gasparo da Salò. Serie di concerti serali di alcune famose orchestre europee dirette dai più famosi maestri di violino internazionali. Alle serate principali si aggiungono mostre ed altri eventi legati al mondo del violino e del famoso liutaio.
L'iniziativa "Il Filo di Arianna, Arte come Identità culturale" ha avuto origine proprio a Salò e all'interno di questo progetto pluriennale la città ha partecipato agli eventi annuali dal 2004. Presso il Comune di Salò ha sede il Comitato scientifico dell'Associazione I.C.S. International Communication Society (Area territoriale per la Regione Lombardia). Il bando è inviato agli istituti scolastici ed agli studenti (dalle scuole medie alle Università) ed ha il sostegno di enti nazionali, regionali, locali, europei, e in particolare del Ministero Istruzione Università Ricerca.
Salò è stata l'unica città al mondo, superando vincoli testamentari e di tutela difficilissimi, ad ospitare per tre settimane nel 2009, all'interno delle celebrazioni per il 450º anniversario della morte del grande genio liutario, il famoso violino Gasparo da Salò - Ole Bull, considerato la Monna Lisa dei violini per le sue eccelse qualità sonore e decorative, tanto alte da farlo ritenere uno dei più preziosi e bei violini del mondo.
Il golfo di Salò ospita la Salò Sail Meeting e la Regata di Fine Estate del circuito Eni-Vodafone Grandi Classiche del Garda.
Sempre nelle acque antistanti il centro si svolge una delle tappe del campionato remiero delle bisse, organizzato dalla Lega Bisse del Garda.

### Nella cultura di massa
Il film Salò o le 120 giornate di Sodoma di Pier Paolo Pasolini è ambientato presso Salò, proprio ai tempi della Repubblica Sociale, durante gli ultimi anni dell'epopea fascista, e narra le tragiche vicissitudini di un gruppo di giovani del luogo, assoggettati da un gruppo di crudeli oligarchi affiliati alla suddetta Repubblica, nei giorni immediatamente antecedenti alla caduta del regime.

## Economia
L'economia salodiana si basa principalmente sul settore terziario.

### Agricoltura
Nel 2000 risultavano presenti sul territorio comunale 45 aziende agricole e 102 attivi nel settore. Le attività presenti operano soprattutto nell'orticoltura, florovivaismo e olivicoltura.

### Industria
È la sede di un distretto industriale, con un'industria prevalentemente meccanica, composto da 19 comuni. Le due più famose aziende salodiane sono la fonte Tavina, che esporta in tutto il mondo tre marche di acque naturali, e la Cedrata Tassoni, la più antica azienda salodiana, celebre per le sue cedrate (la Tassoni soda). Le attività industriali rilevate sul territorio nel 2001 erano 220, mentre il numero degli addetti era di 762.

### Servizi
L'economia salodiana è fondata sul settore terziario e turistico ricettivo. Nel 2001 risultavano presenti 1108 aziende con 3324 addetti. Il sabato la città è sede di mercato composto da 204 banchi, uno dei più grandi della provincia.

### Turismo
Altro settore importante e fondante per l'economia della città è il turismo. Sul territorio comunale sono presenti 21 alberghi da 2 a 4 stelle, 3 case vacanze e 6 Bed&Breakfast. Fin dagli anni ottanta la presenza turistica è stata fortemente caratterizzata dalla presenza degli stranieri. Nel 2004 l'arrivo e la presenza degli stranieri era pari a 18.897 e 77.805 a fronte dell'arrivo e presenza degli italiani pari a 14.010 e 56.149.

## Amministrazione

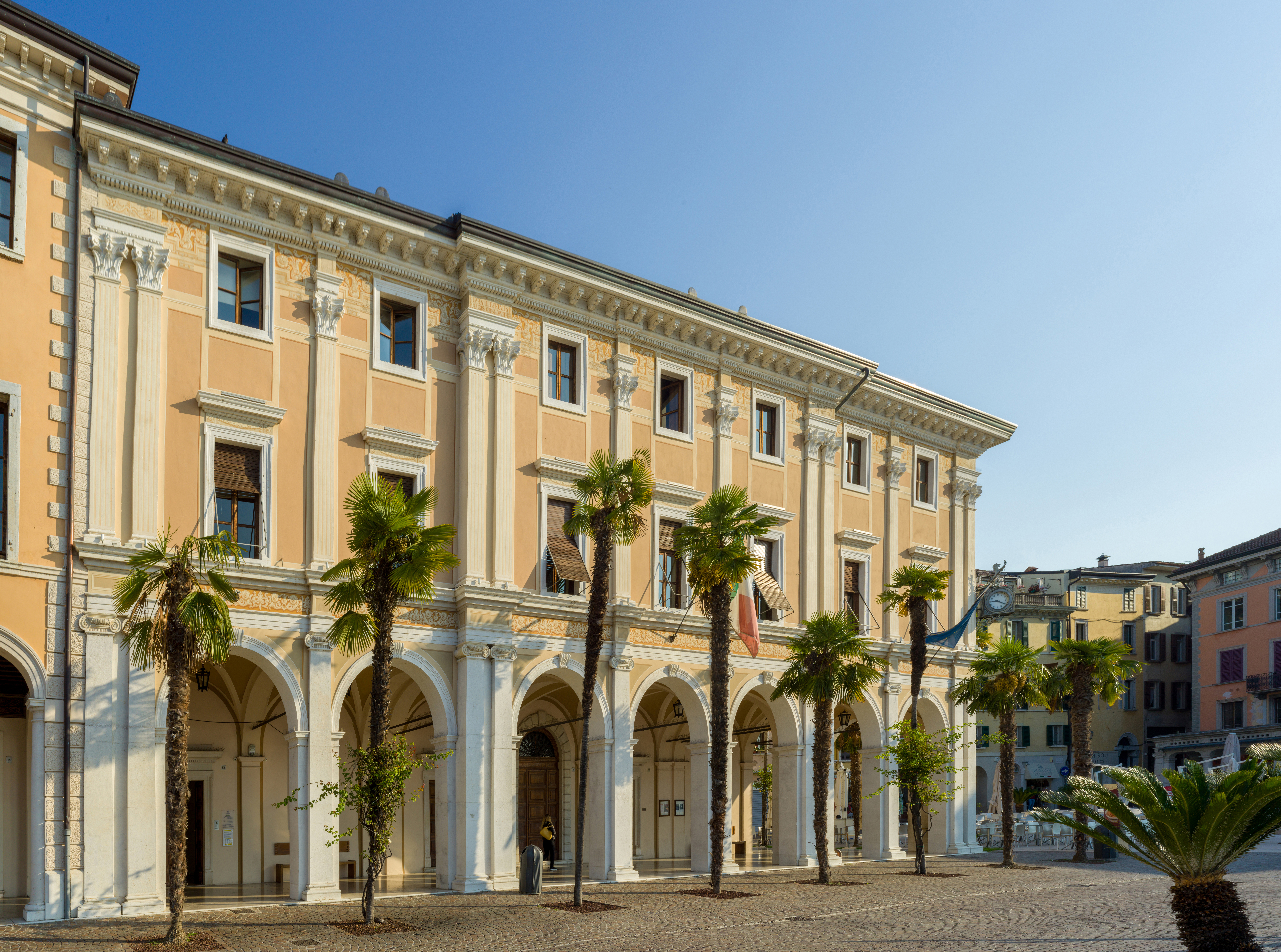
Il municipio di Salò.

| Sindaco                     | Sindaco        | Sindaco             | Partito      | Coalizione     | Coalizione      | Mandato          | Mandato         | Elezione |
| Sindaco                     | Sindaco        | Sindaco             | Partito      | Coalizione     | Coalizione      | Inizio           | Fine            | Elezione |
| --------------------------- | -------------- | ------------------- | ------------ | -------------- | --------------- | ---------------- | --------------- | -------- |
| 1                           |                | Riccardo Marchioro  | DC           |                | DC-PSI-PRI      | 3 settembre 1985 | 7 agosto 1990   | 1985     |
| 2                           |                | Giuseppe Mongiello  | DC           |                | DC-PSI          | 7 agosto 1990    | 26 ottobre 1992 | 1990     |
| 2                           |                | Giuseppe Mongiello  | DC           | DC-PDS         | 26 ottobre 1992 | 24 aprile 1995   |                 | 1990     |
| Elezione diretta (dal 1995) |                |                     |              |                |                 |                  |                 |          |
| 3                           |                | Giovanni Cigognetti | PDS          |                | centro-sinistra | 24 aprile 1995   | 14 giugno 1999  | 1995     |
| 4                           |                | Gianpiero Cipani    | lista civica |                | centro-destra   | 14 giugno 1999   | 14 giugno 2004  | 1999     |
| 4                           | 14 giugno 2004 | Gianpiero Cipani    | lista civica | 8 giugno 2009  | centro-destra   | 2004             |                 |          |
| 5                           |                | Barbara Botti       | lista civica |                | centro-destra   | 8 giugno 2009    | 26 maggio 2014  | 2009     |
| (4)                         |                | Gianpiero Cipani    | lista civica |                | centro-destra   | 26 maggio 2014   | 27 maggio 2019  | 2014     |
| (4)                         | 27 maggio 2019 | Gianpiero Cipani    | lista civica | 10 giugno 2024 | centro-destra   | 2019             |                 |          |
| 6                           |                | Francesco Cagnini   | lista civica |                | centro-sinistra | 10 giugno 2024   | in carica       | 2024     |

### Unione di comuni
Nel 1926 il comune venne fuso con quello di Campoverde (Caccavero fino al 1906), mantenendo il nome di Salò.

## Infrastrutture e trasporti
Storicamente legata alla presenza del lago per le sue comunicazioni, Salò ospitò fra il 1887 e il 1954 una stazione posta lungo la tranvia Brescia-Salò-Gargnano.

## Sport

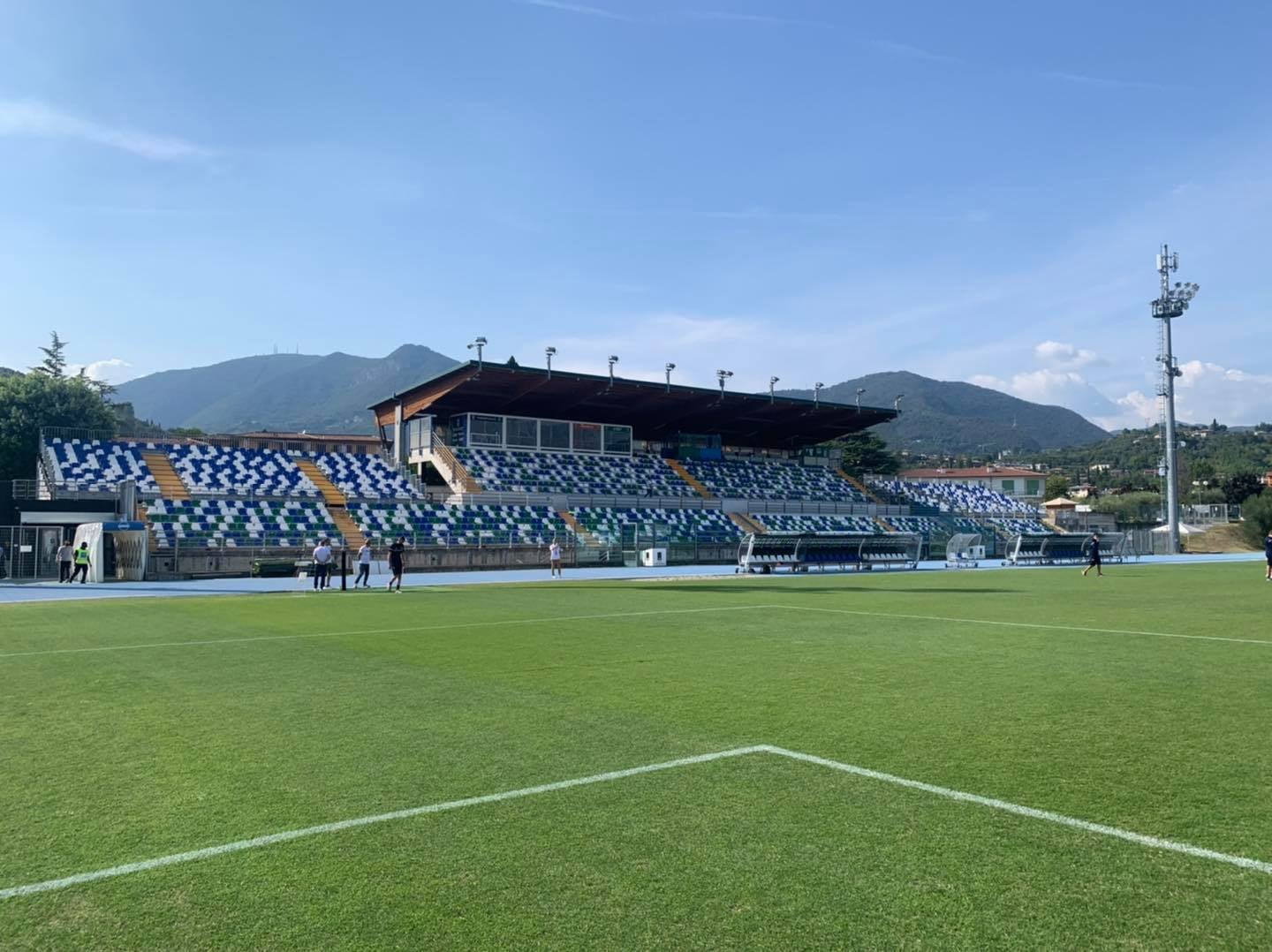
Lo stadio comunale.

La società calcistica Feralpisalò, rappresentante sia Salò, dove aveva sede, sia la città di Lonato del Garda, militava in Serie C e gestiva l'attività giovanile calcistica fino al trasloco a Brescia per creare l'Union Brescia. Lo stadio comunale, intitolato a Lino Turina, presenta una superficie in erba e una pista d'atletica a 8 corsie; la tribuna ha 1550 posti a sedere, mentre lo stadio ha una capienza totale di 2500 persone. Inoltre a Salò ha sede la società storica della A.C. Benaco Salò, originariamente fondata nel 1927 e ricostituita nel 2016.
Anche se le partite non le disputa a Salò, la New Basket Salò è la società di pallacanestro che rappresenta la cittadina nel campionato di serie C1, girone B. La società nacque dall'incontro di 6 società cestistiche tra il Garda e la Valle Sabbia. Tuttora le giovanili di basket sono gestite nel comune dalla Basket Barbarano.
La Società Canottieri del Garda promuove la vela, il nuoto e il canottaggio. Partecipa a gare di livello nazionale e internazionale, oltre ad organizzare alcune competizioni velistiche. L'associazione è proprietaria del porto che può accogliere circa 120 imbarcazioni e gestisce la piscina comunale.
La scherma è presente con l'associazione Scherma S.S. Libertas Salò.
L'atletica leggera a livello giovanile è gestita dalla Robur Barbarano, società affiliata alla FIDAL, federazione italiana di atletica leggera, con 170 atleti che si allena nella Palestra di Barbarano e nello stadio comunale.
Il ciclismo è coordinato dal Gruppo Sportivo Ciclistico.

## Galleria d'immagini

Golfo di Salò
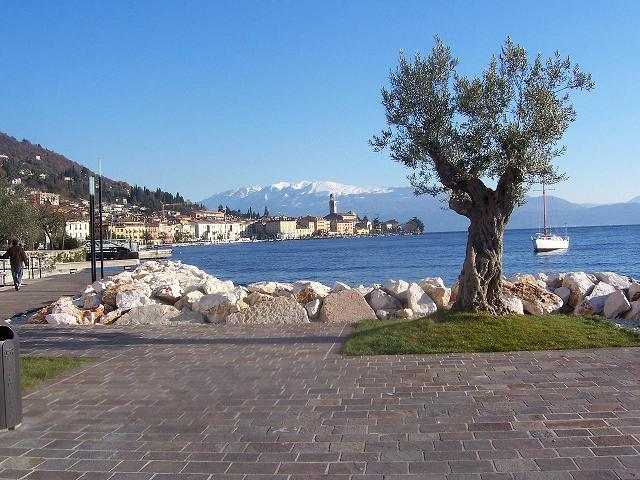
Panorama con il Monte Baldo sullo sfondo
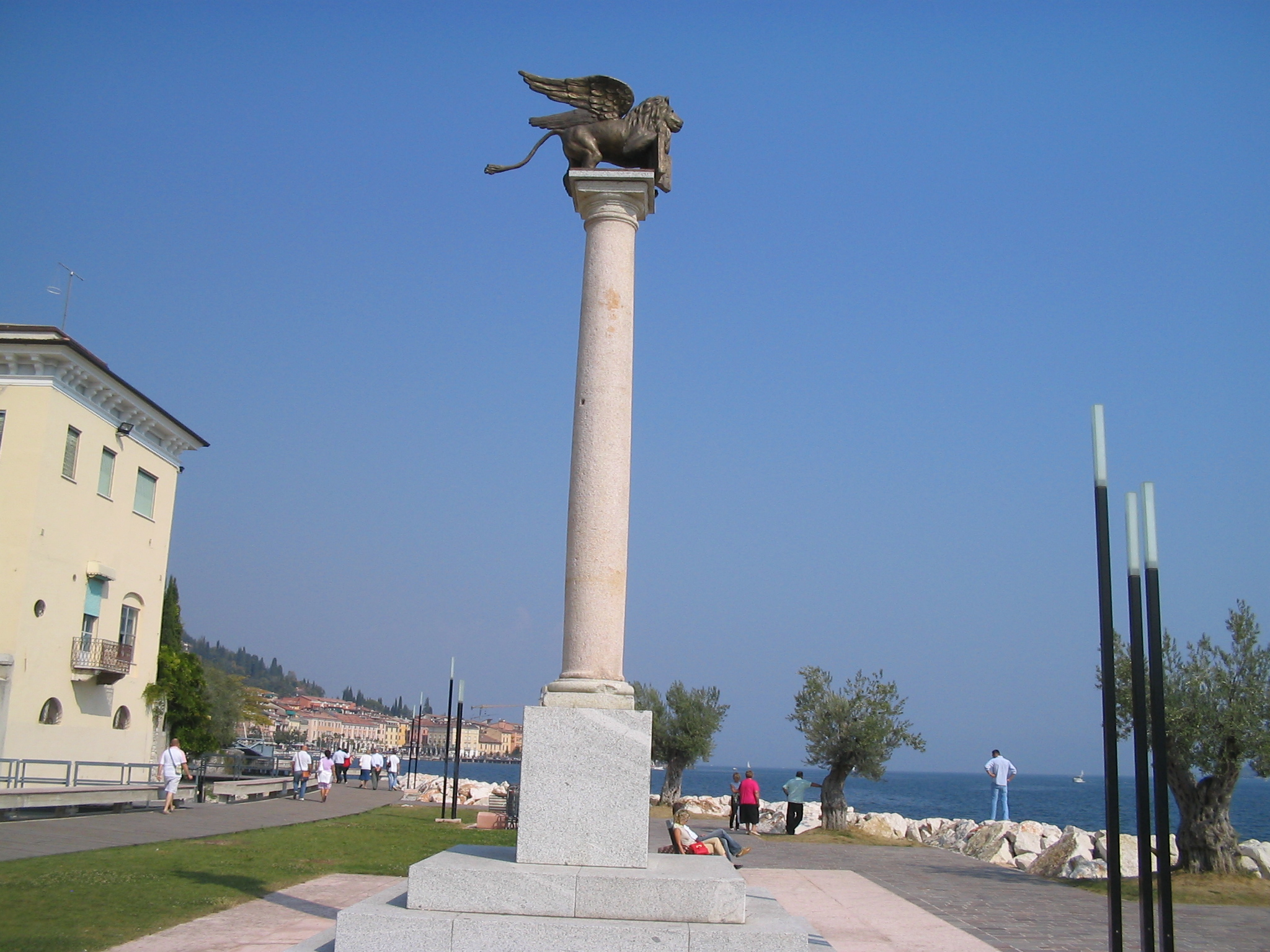
Colonna con leone di S. Marco
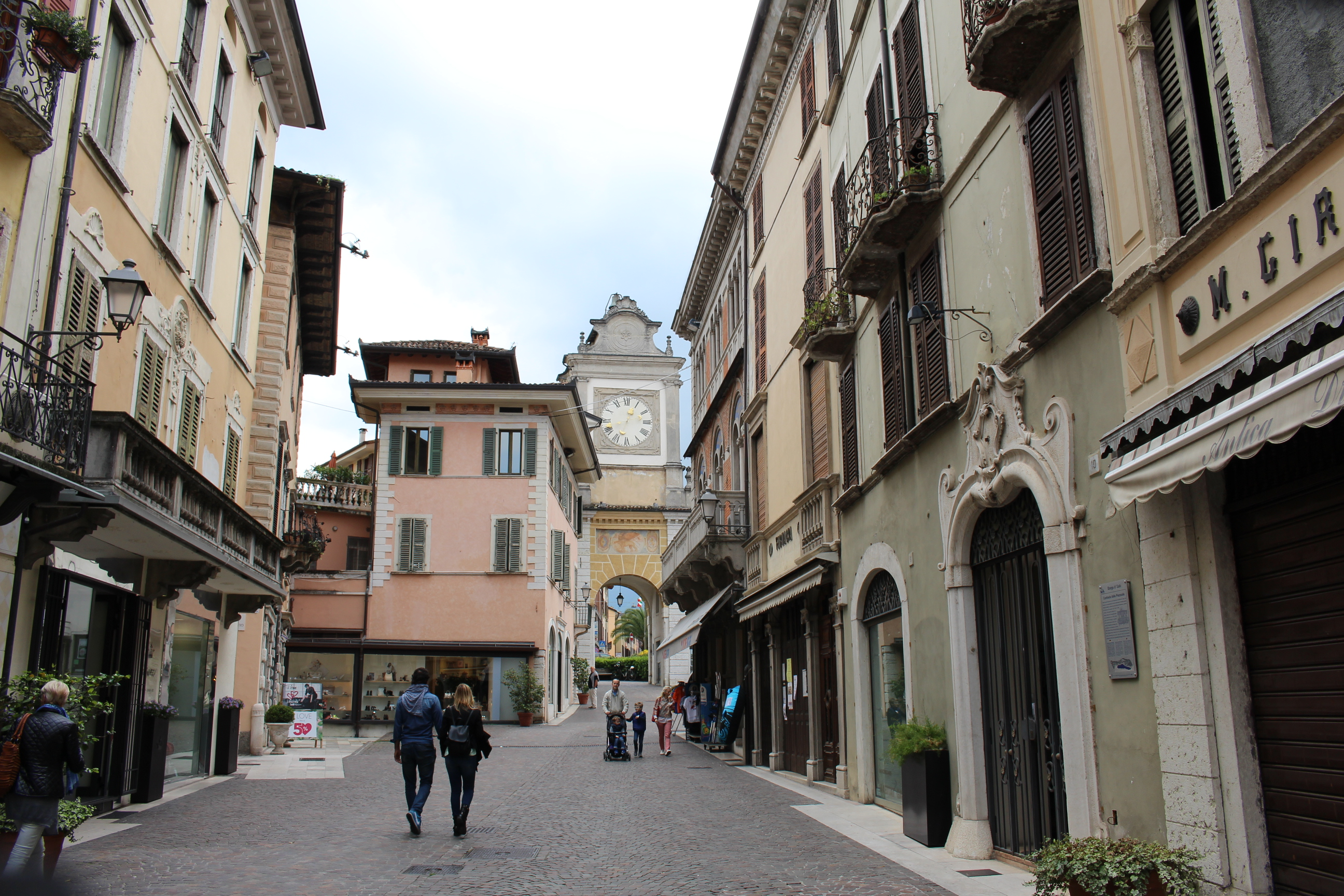
Centro storico